# La dama velata
La dama velata è una serie televisiva del 2015, trasmessa in prima visione su Rai 1 per l'Italia e su Telecinco per la Spagna.

## Trama
Trento e dintorni, primi anni del ‘900. Clara, meravigliosa giovane appartenente al nobile casato Grandi, viene cresciuta dagli Staineri, fattori della tenuta San Leonardo, di proprietà della sua famiglia, nella quale è nata; cresce libera, lontana dalla società e instaura un rapporto molto intimo con Matteo, un orfano cresciuto insieme a lei dai coniugi Staineri. Alle porte dell'età adulta, però, il conte Vittorio Grandi, padre della giovane, la costringe a tornare nella casa di famiglia a Trento, dove la attende il destino di sposare un uomo impostole dal genitore tramite un matrimonio combinato. Il conte Guido Fossà, un donnaiolo indebitato dalla testa ai piedi, è l'uomo scelto per lei e, anche se non facile e affatto scontato, tra i due nasce presto un amore forte e travolgente, che li renderà anche genitori di una bambina, Aurora. Quello stesso amore che ha fatto diventare Clara una donna rischia però di renderla anche infelice per sempre, in un contesto di segreti e complotti orchestrati contro di lei: le oscurità addentrate nella sua vita la mettono in pericolo, finendo per causarle segni di un malessere mentale. Clara viene fatta rinchiudere nell'istituto di Igiene Mentale della città per isteria, ma riuscirà a scappare. Qualcuno la spinge poi nelle acque dell'Adige, inscenando un omicidio/suicidio. 
Creduta morta da tutti, Clara viene salvata dalle suore del convento di San Leonardo e, dopo essersi ristabilita, prende l'identità di una nobile svizzera, Emilia di Saint-Hubert e, con il volto celato da una veletta nera, riesce a tornare in casa propria come insegnante di pianoforte di Aurora, con l'intento di svelare i segreti e i complotti che incombevano su di lei fin dalla notte stessa in cui sua madre morì dandola alla luce e salvare la sua amata bambina.

## Personaggi principali e interpreti
- Contessa Clara Maria Elena Grandi in Fossà, interpretata da Miriam Leone.
È la bellissima figlia del conte Vittorio Grandi e della sua consorte Elena. Dopo la morte della madre, avvenuta per delle complicazioni durante il parto, viene cresciuta dalla famiglia Staineri, fattori della tenuta di San Leonardo appartenente alla famiglia. Ragazza coraggiosa, carismatica, forte, volitiva e passionale, ma anche buona e generosa, instaura un rapporto molto intimo con Matteo, un orfano coetaneo (nato il suo stesso giorno) cresciuto insieme a lei dagli Staineri. Quando, anni dopo, il padre viene a conoscenza del rapporto tra i due, fa trasferire la figlia a Trento nella casa di famiglia e decide di organizzarle un matrimonio combinato per ottenere così un erede maschio per il casato dei Grandi: l'uomo scelto per lei è il conte Guido Fossà. Tra i due c'è da subito molta attrazione, ma l'unione a loro imposta e il passato misterioso del Conte, oltre che la sua nota fama di donnaiolo e giocatore d'azzardo, ostacolano il loro rapporto. Nonostante ciò, tra Clara e Guido nasce presto un amore forte e travolgente, spesso complicato però dal fatto che l'uomo non riesca mai ad essere sincero fino in fondo con la moglie sulla sua vita e sul suo passato. Nasce Aurora, loro unica figlia, che Clara, insieme a Guido, accudisce con molta premura ed attenzione, ma nemmeno il lieto evento porta serenità in famiglia: Clara cade vittima delle maligne trame della zia Adelaide e del cugino Cornelio che riescono a farla passare per pazza (drogandola lentamente con il laudano) e a farla rinchiudere in un manicomio, da cui riuscirà a fuggire per poi venire però spinta nelle acque dell'Adige nel tentativo di ucciderla. In realtà sopravvissuta, deciderà di lasciare che tutti continuino a crederla morta per scoprire i segreti che nasconde la sua famiglia e vendicarsi di tutto il male che lei ha subìto, tornando nella sua casa nelle vesti di Emilia di Saint-Hubert, una nobildonna svizzera. Dopo aver scoperto tutta la verità sul passato di Guido e constatato sia la sincerità del suo amore per lei che la sua innocenza in ciò che le è accaduto, riesce a scagionarlo dalle accuse di crimini da lui non commessi ed a vendicarsi della zia e del cugino, i veri ed unici artefici delle sue disgrazie e del suo tentato omicidio.
- Conte Guido Andrea Fossà, interpretato da Lino Guanciale.
Figlio del conte Fossà, è un affascinante e carismatico donnaiolo, pieno di debiti e con un passato misterioso. Sposa Clara tramite un matrimonio combinato dal padre col conte Grandi per saldare i suoi debiti, ma non intende piegarsi al volere paterno e rispettare un'unione impostagli, continuando, nei primi tempi dopo le nozze, a condurre uno stile di vita mondano. In seguito, però, maturerà un sentimento d'amore vero, profondo e sincero verso la moglie, che diverrà sempre più forte e che lo cambierà radicalmente. Nasconde, però, vari e logoranti segreti riguardanti la sua vita e il suo misterioso passato: la morte della prima moglie a Parigi e la morte del socio in affari e migliore amico, il barone Ludovico Vallauri. Viene poi anche accusato dell'assassinio di Clara: è lei stessa, realmente convinta che Guido sia colpevole e mandante del suo tentato omicidio, a far trovare nel suo cassetto la boccetta di laudano che l'aveva avvelenata. Condannato a morte per fucilazione, confessa a Clara, nelle vesti di Emilia, tutta la verità sulla sua storia e la sua innocenza. A quel punto Clara, finalmente certa della sincerità dell'amore del marito e della sua innocenza e capendo che anche lui è stato usato e manipolato, riesce a salvarlo rintracciando e facendo confessare Gèrard, un vecchio amico che ricattava Guido minacciando di farlo condannare in quanto sospettato dell'omicidio della prima moglie (in realtà morta suicida) e anche vero assassino di Ludovico.
- Cornelio Grandi, interpretato da Andrea Bosca.
Cugino di Clara e figlio viziato e spregevole di Adelaide, è l'amministratore di parte del patrimonio dello zio Vittorio, padre di Clara, nonché principale pretendente all'eredità di quest'ultimo perché discendente maschio a lui più vicino in linea ereditaria. È molto violento e opportunista, manipolatore e arrogante, si finge miglior amico di Guido, ma in realtà è sempre stato invidioso di lui e della sua vita spregiudicata, collaborando attivamente alla sua rovina. È stato cresciuto dalla madre, a cui è legato da un rapporto morboso, con l'unico scopo di diventare il successore di Vittorio alla guida del patrimonio della famiglia Grandi. Mette incinta la contadina Anita, figlia degli Staineri, dopo averla violentata senza mai assumersi la responsabilità del reato commesso e non esita a far rinchiudere in manicomio la sua stessa madre (ripagata abilmente con la stessa moneta da Clara che nei panni di Emilia sta ordendo la sua vendetta facendola credere pazza) perché ritenuta ormai d'intralcio al suo piano di impossessarsi dell'eredità di famiglia.
- Matteo Staineri/Grandi, interpretato da Jaime Olias.
Orfano di genitori, viene cresciuto insieme a Clara dalla famiglia Staineri. È un giovane buono, leale, determinato e coraggioso, ama teneramente Clara e per questo odia a pelle chiunque voglia il suo male. Ha conflitti fortissimi con il conte Grandi, con Guido a causa della loro rivalità per Clara e con Cornelio per via di quanto fatto ad Anita. Si scoprirà alla fine che è il fratello gemello di Clara, quindi legittimo erede del patrimonio di famiglia: Adelaide lo aveva sottratto dalla culla e dalle braccia della madre morente per lasciarlo annegare nell'Adige, volendo favorire suo figlio Cornelio, tuttavia la cesta si era impigliata in un canneto vicino ad un convento di suore che lo avevano tratto in salvo. Sposa Anita, unica figlia biologica degli Staineri, per riconoscere come suo il figlio che lei ha avuto da Cornelio e, sebbene inizialmente non ricambi i sentimenti che lei prova per lui fin dall'infanzia, col tempo imparerà ad amarla e insieme formeranno una famiglia felice e vivranno insieme una vita serena. Grazie ad un aiuto economico da parte di Clara riesce inoltre a studiare agronomia all'università, laureandosi e diventando il nuovo fattore di San Leonardo, che si impegnerà ad espandere e far fruttare tramite una serie di progetti che lui e Clara sognavano di realizzare fin da bambini.
- Conte Vittorio Grandi, interpretato da Luciano Virgilio.
Padre di Clara, ha un fratello minore deceduto (il marito di Adelaide e padre di Cornelio) e una sorella minore, Matilde. Distrutto dalla morte di parto della moglie, che lui ha immensamente amato, si rifiuta di vedere e crescere la figlia perché la ritene colpevole di quanto accaduto alla consorte, affidandola ai fattori della tenuta di San Leonardo. È un uomo severo, rigido e opprimente, che si è chiuso in se stesso e indurito a causa della sofferenza. La nascita della nipote Aurora, a cui fortemente si affeziona, risveglierà però il buono che in lui vi era un tempo, facendogli comprendere gli errori commessi con la figlia. Malato di cuore, muore di infarto a metà della serie, non prima però di essere riuscito a scusarsi e riappacificarsi con Clara.
- Adelaide Grandi, interpretata da Lucrezia Lante della Rovere.
Madre di Cornelio, moglie del fratello defunto del conte Vittorio Grandi, è una donna spietata, manipolatrice e ferocemente avida e pretende che suo figlio erediti tutta la ricchezza ed il titolo di suo cognato. Insieme a Cornelio, è la vera artefice delle disgrazie che hanno colpito e distrutto la famiglia Grandi: tenta di uccidere Matteo alla nascita per eliminare il legittimo erede del patrimonio di famiglia, fomenta l'odio del conte Grandi per la figlia, promuovendo Cornelio agli occhi dello zio, tenta di far perdere a Clara il bambino quando resta incinta per paura della nascita di un maschio che sarebbe automaticamente divenuto il nuovo erede legittimo del patrimonio di Vittorio e avvelena lentamente Clara riuscendo a farla dichiarare mentalmente instabile per liberarsi di lei e diventare la padrona della casa. Clara, dopo aver scoperto la verità sui complotti orchestrati contro di lei dalla zia, decide di vendicarsi ripagandola con la stessa moneta: comincia a tormentarla senza sosta con le sue apparizioni fingendosi un fantasma affinché la donna ceda e confessi ogni suo crimine ai danni della famiglia e alla fine riesce a farla credere pazza, motivo per cui viene internata in manicomio da suo figlio Cornelio, ritenendo che la madre sia ormai divenuta solo un ostacolo ai loro piani.
- Aurora Fossà, interpretata da Emma Orlandini.
È la bella e tenera figlia di Clara e Guido. Ha un legame molto stretto col nonno materno e con il figlio adottivo di Matteo, Giovannino. È legatissima sia alla madre che al padre, infatti soffrirà molto la mancanza della prima quando viene ritenuta morta. A sua volta è profondamente amata sia da Clara, che è disposta a fare qualunque cosa pur di proteggerla dai complotti orditi in famiglia, che da Guido, che quando viene incarcerato e poi condannato a morte ha a cuore soltanto il bene della figlia, supplicando a cuore aperto Emilia (in realtà Clara) di prendersi cura di lei e proteggerla dalle macchinazioni di Cornelio. Dopo tante sofferenze, si ricongiunge alla fine con gli amati genitori.
- Anita Staineri, interpretata da Úrsula Corberó.
Introversa e pacata contadina, è la migliore amica di infanzia di Clara e unica figlia biologica dei fattori di San Leonardo. Cresce insieme a Clara e Matteo, di cui è segretamente innamorata da sempre. È vittima delle attenzioni di Cornelio, da cui subisce anche una violenza carnale che la farà rimanere incinta di un figlio, Giovannino. In seguito sposa Matteo, offertosi di riconoscere Giovannino come figlio suo, per proteggere il bambino da Cornelio e dargli una vera famiglia. Sebbene il ragazzo inizialmente non ricambi i sentimenti che lei da sempre prova per lui, col tempo impara ad amarla e insieme a Giovannino formeranno una famiglia felice, vivendo insieme una vita serena.
- Contessa Matilde Grandi, interpretata da Mar Regueras.
Sorella minore del conte Grandi, zia paterna di Clara e Cornelio e cognata di Adelaide, è un'appassionata, talentuosa e rinomata pittrice. Donna molto moderna, ha sempre rifiutato di sposarsi (come invece avrebbe voluto per lei il fratello Vittorio) per vivere liberamente la sua vita e viaggiare. Ama tantissimo Clara, di cui è sempre stata un saldo punto di riferimento, come se fosse sua figlia ed è la sua più fidata e stretta confidente. Vedendo il suo dolore per averla persa e sapendo quanto la donna la ami, è l'unica a cui Clara decide di rivelare di non essere morta come tutti credono, decidendo anche di aiutare cautamente la nipote nella sua indagine, seppur costantemente in pensiero per la sua incolumità. È molto affezionata anche alla piccola Aurora.

## Episodi
| nº | Titolo               | Prima TV       |
| -- | -------------------- | -------------- |
| 1  | Radici spezzate      | 17 marzo 2015  |
| 2  | Nella casa paterna   | 17 marzo 2015  |
| 3  | Una moglie infelice  | 24 marzo 2015  |
| 4  | Fiducia tradita      | 24 marzo 2015  |
| 5  | Aurora               | 26 marzo 2015  |
| 6  | La tela del ragno    | 26 marzo 2015  |
| 7  | Un nuovo inizio      | 2 aprile 2015  |
| 8  | Atroci sospetti      | 2 aprile 2015  |
| 9  | Il seme della follia | 9 aprile 2015  |
| 10 | Lettera d'addio      | 9 aprile 2015  |
| 11 | La dama velata       | 16 aprile 2015 |
| 12 | Verità svelate       | 16 aprile 2015 |

Episodio 1 - Radici spezzate. La notte di San Matteo del 1880, nel palazzo della tenuta San Leonardo muore la contessa Elena Grandi, dando alla luce due gemelli. Il maschio viene rapito dalla cognata Adelaide, mentre la bambina, alla quale viene dato il nome Clara, viene affidata dal padre Vittorio agli Staineri, fattori della tenuta, e cresciuta da loro.
Clara cresce libera e lontana dall'alta società di cui la sua famiglia fa parte, instaurando un rapporto molto intimo con Matteo, orfano trovato dalle suore del convento di San Leonardo la stessa notta in cui è nata Clara e affidato sempre alle cure degli Staineri: credendo di amarlo, Clara vorrebbe sposare Matteo. Il conte Vittorio, venuto a conoscenza del rapporto nato tra sua figlia e il contadino, la "strappa" alla sua terra e la porta con sé nella casa di famiglia a Trento. La giovane arriva nel palazzo di famiglia in città e fa la conoscenza della zia Adelaide, ormai vedova del fratello minore di Vittorio e madre di Cornelio, cugino di Clara nonché brillante avvocato nominato amministratore di San Leonardo dal conte. La vita per Clara ha preso una piega inaspettata e non facile: si ritrova in una casa nuova per lei, lontana dal luogo in cui è cresciuta, dai propri cari e da Matteo.
- Ascolti Italia - 5 141 000 telespettatori, 17,98% share[1]

Episodio 2 - Nella casa paterna. Vittorio mette Clara a conoscenza della sua intenzione di farle sposare un uomo scelto da lui per lei in un matrimonio combinato affinché possa dargli un erede: la ragazza è sconvolta e non intende far decidere al padre della propria vita. La giovane conosce inoltre Carlotta Raossi, sua lontana cugina e promessa sposa del barone Ludovico Vallauri, che, per aiutarla ad ambientarsi in città, la invita alla sua festa di fidanzamento e anche ad accompagnarla dalla sarta per le ultime modifiche da apportare all'abito per la festa. Clara scopre con sua grande sorpresa che Carlotta ha organizzato un incontro con Matilde, amata zia paterna, e viene messa a conoscenza da quest'ultima che Matteo non ha rinunciato alla loro idea di un futuro insieme, così i due organizzano un piano per fuggire insieme la sera della festa. Bellissima ed elegante, Clara si presenta quindi alla festa di fidanzamento e si ritrova davanti alla nobiltà di Trento. Lì incontra il fascinoso conte Guido Fossà, un donnaiolo amante delle sottane di seta, che la salva dall'imbarazzo di essere senza cavaliere chiedendole un ballo. Intanto, a San Leonardo Giovanni Staineri, fattore della tenuta e unica figura paterna dell'infanzia di Clara e Matteo, muore per una tragica fatalità e quindi il giovane si ritrova impossibilitato a raggiungere l'amata. Il conte Fossà tiene cavallerescamente compagnia a Clara nella sua vana attesa, intrattenendosi a parlare per diverse ore e iniziando a conoscersi meglio: entrambi si scoprono ostaggio dei propri padri e ostili ai matrimoni combinati. Dopo aver passato l'intera notte godendo della reciproca compagnia, l'attrazione tra i due è palese, sfociando in un bacio appassionato durante un momento di intimità al sorgere dell'alba. Tornata a casa, Clara viene a conoscenza del suo lutto e si precipita a San Leonardo insieme al padre. 
Dopo il funerale di Giovanni, Matteo e Clara abbandonano il loro proposito di fuggire insieme in quanto il giovane ormai non può più lasciare sola la madre adottiva Maddalena, moglie del defunto Giovanni, poi si abbracciano sotto l'occhio vigile di Vittorio, che intanto vorrebbe vendere la tenuta. A quel punto Clara accetta il volere paterno sul matrimonio combinato in cambio della promessa dell'uomo di rinunciare ai suoi propositi riguardo San Leonardo. Al momento della firma dei contratti prematrimoniali, davanti al notaio, Clara scopre che il suo promesso sposo è proprio il conte Guido e ne rimane profondamente colpita. La celebrazione del matrimonio si tiene in massima intimità e la notte stessa Guido decide di non stare con la propria consorte, ma di trascorrere quelle ore a giocare d'azzardo e a giacere con le sue amanti. Il conte inoltre incontra Gérard, un suo vecchio amico musicista di Parigi, che gli chiede un prestito, essendo venuto a conoscenza della generosa dote avuta da Clara: dalle parole dell'uomo, si scopre che Guido è stato precedentemente sposato sotto il nome di Philippe con una certa Amélie. 
- Ascolti Italia - 4 952 000 telespettatori, 20,63% share[1]

Episodio 3 - Una moglie infelice. Il matrimonio combinato è un ostacolo insormontabile tra Clara e Guido, che si ritrovano dapprima ad ignorarsi e poi a litigare per il pessimo comportamento che sta tenendo l'uomo. La giovane sposa decide quindi di fare visita a San Leonardo e constata che anche il suo rapporto con Matteo è radicalmente cambiato, in più assiste impotente alle ripetute malversazioni di suo cugino Cornelio verso i contadini, in particolare verso la sua cara amica Anita, unica figlia biologica degli Staineri.
Tornata a Trento, Clara si scontra con il padre e Guido, dai quali non si fa intimidire, reagendo con carattere alle loro vessazioni. La medesima sera Clara, stanca di fare la parte della moglie ignorata e maltrattata, irrompe a sorpresa al "Caffè Concerto", il locale frequentato da Guido, mostrandosi disinibita e padrona della situazione e facendo ingelosire il marito. Tornati a casa, Guido e Clara hanno l'ennesimo diverbio, che però stavolta finisce in modo inaspettato per entrambi: la passione prende il sopravvento e i due consumano il loro matrimonio. La mattina seguente, i coniugi parlano di quanto accaduto tra loro e, ammettendo di provare sentimenti sinceri l'uno per l'altra, decidono di dare una possibilità alla loro unione, partendo per la luna di miele alla volta di Roma. Cornelio, furioso per la piega positiva presa dal matrimonio della cugina, va a San Leonardo e, ubriaco, violenta Anita, venendo per questo picchiato a sangue da Matteo.
- Ascolti Italia: telespettatori 5 546 000 – share 19,62%[2]

Episodio 4 - Fiducia tradita. Di ritorno da Roma, Clara si dirige a San Leonardo per portare dei regali ai bambini e viene a sapere dell'atrocità commessa dal cugino. A Trento Adelaide racconta al conte Vittorio e a Guido del pestaggio che Cornelio ha subito da Matteo, attribuendolo alla gelosia di Matteo nei confronti di Clara. Una volta venuto a conoscenza tramite la figlia del crimine commesso dal nipote, il conte Grandi decide comunque di ignorare la cosa e di far invece allontanare Matteo e Maddalena dalla tenuta, ferendo tremendamente Clara. La neo sposa va quindi ad impegnare al banco dei pegni una collana di perle regalatale da Guido subito dopo le nozze per poter ricavare del denaro da spedire a Matteo affinché possa studiare e laurearsi in agronomia. Al banco Clara trova però anche degli orecchini identici ad un paio ereditato da sua madre che, come scopre, sono effettivamente scomparsi dal suo portagioie: inizia quindi a sospettare che Guido, data la sua nota passione per il gioco e i suoi debiti, sia il responsabile della sparizione del suo gioiello, ma decide di tacere nonostante ciò la ferisca. La giovane manda poi il ricavato della collana alla madre superiora del convento che aveva accolto Matteo e Maddalena, chiedendo la massima riservatezza sulla provenienza del denaro. 
La concessione del voto a tutti gli uomini che abbiano almeno compiuto la maggiore età è motivo di litigio in famiglia, con Clara che sostiene che le donne dovrebbero essere libere di esprimere il proprio voto, premendo sulla sua convinzione di un suffragio universale e suscitando la disapprovazione dei commensali uomini e della zia Adelaide, tremendamente legati alla figura della donna sottomessa all'uomo. Dopo uno svenimento dovuto probabilmente all'eccesso di stimoli, Clara scopre di essere incinta e, per farsi perdonare della sua ennesima intemperanza, Guido le riporta gli orecchini che dice di aver trovato casualmente in gioielleria e di averli pagati con il ricavato di una grossa vincita alle corse dei cavalli, promettendo alla moglie che per amor suo non giocherà più con la fortuna. La gravidanza di Clara getta nello sconforto Adelaide e Cornelio che, determinati a impadronirsi delle fortune del casato, sanno che un figlio maschio della giovane diverrebbe automaticamente il legittimo erede di Vittorio. Adelaide inizia quindi ad istigare in Clara la paura di morire di parto come sua madre e le parla di una casa di cura per gravidanze difficili, "La casa per la vita", dove, con la complicità del primario, pianifica in realtà che le venga praticato un aborto. Clara si convince e decide di ricoverarsi fino al termine del periodo di gestazione, ma, come prevedibile, le cure anziché aiutarla iniziano ad indebolirla molto. Guido è agitato, ma Adelaide fa di tutto per tenere separati i coniugi ed evitare così che Clara venga portata via dalla clinica. Tormentato dagli incubi della prima moglie, morta in circostanze misteriose, Guido si precipita alla casa di cura, trovando Clara fortemente debilitata: decide quindi di portarla via, nonostante i tentativi dei medici di farlo desistere. 
I coniugi trovano poi rifugio a San Leonardo, dove Clara recupera le forze e scopre che anche Anita è incinta, ma purtroppo di Cornelio. Tornata a Trento, Clara affronta le ire del padre e le finte preoccupazioni della zia, ma si rifiuta di tornare nella clinica, spalleggiata da Guido che riesce a imporre il suo volere di marito anche al suocero. Guido dà altri soldi a Gèrard, sperando che se ne vada, ma questi continua a ricattarlo minacciando di rivelare la verità sulla morte di Amélie. Il parto si avvicina e un improvviso acquazzone mette in allarme Clara che non è certa che nella serra che ha allestito nella soffitta del palazzo le piante siano al sicuro. Mentre la giovane sale all'ultimo piano per controllare le finestre, Adelaide ne approfitta per tendere un ultimo tranello alla nipote cospargendo le ripide scale di acqua e sapone, facendo in modo che la nipote scivoli e cada bruscamente.
- Ascolti Italia: telespettatori 5 197 000 – share 22,25%[2]

Episodio 5 - Aurora. Clara fortunatamente sopravvive al tranello teso da Adelaide e, nonostante atroci sofferenze, riesce a portare a termine la gravidanza dalla quale nasce una bambina che chiama Aurora. La piccola riesce presto a scaldare il cuore di suo nonno, che inizialmente era deluso dalla mancata nascita di un maschio che diventasse suo erede. Nel frattempo Cornelio viene a sapere della gravidanza di Anita e suppone che si tratti di un figlio suo, così parte alla ricerca della ragazza. Maddalena riesce ad evitare che Cornelio la trovi e così il nobile, adirato, torna a Trento. Anita, spaventata, prende in considerazione l'idea di affidare il bambino appena nato, Giovannino, al convento perché non si sente al sicuro da Cornelio. Clara, che non vuole che Anita debba separarsi da un figlio che ha capito di amare e volere nonostante com'è stato concepito, convince allora un riluttante Matteo, che sa cosa significhi essere separato dai propri genitori, a prendere Anita in moglie ed a riconoscere Giovannino come proprio figlio. I due giovani contadini quindi si sposano con Clara a fare da testimone. Intanto, la giovane e Guido, seppur con alcune difficoltà iniziali, riescono a trovare la serenità nel nuovo equilibrio familiare creatosi con la nascita di Aurora e insieme crescono la piccola. 
Passano alcuni anni e tra nonno Vittorio e la dolce Aurora si è instaurato un meraviglioso rapporto, ma le condizioni di salute dell'uomo hanno intanto iniziato a diventare precarie finché un giorno viene colpito da un malore improvviso, a seguito del quale gli viene diagnosticato un grave problema cardiaco. Il conte, non volendo lasciare sua figlia senza aver prima chiarito i tanti irrisolti tra di loro, le chiede di accompagnarlo nella serra, dove anche la sua defunta Elena amava trascorrere le sue giornate. E lì, nel luogo in cui la distanza pare minore, l'uomo confessa i suoi errori, chiedendo perdono alla figlia per il tempo trascorso lontani, morendo tra le lacrime di Clara che lo ha ormai perdonato.
- Ascolti Italia - 5 169 000 telespettatori, 18,37% share[3]

Episodio 6 - Nella tela del ragno. Nonostante l'assenza di un erede diretto maschio, le brame di Adelaide e Cornelio non sono state esaudite e dalla lettura del testamento di Vittorio emerge che come unica erede del casato l'uomo ha nominato proprio la nipote Aurora e, dato che la piccola è ancora minorenne, i suoi averi saranno amministrati da Clara fino alla maggiore età. I due, adirati, iniziano a pianificare la loro vendetta.
Guido e Ludovico intanto decidono di mettersi in affari insieme per fondare un setificio che faccia concorrenza al monopolio dei tessuti francese, tuttavia nessuno dei due dispone di un capitale sufficiente a tale impresa, motivo per cui decidono di chiedere un finanziamento in banca, dal momento che Guido vuole portare avanti il progetto in autonomia senza intaccare gli averi della moglie e della figlia. Una sera, mentre i due uomini sono insieme alle rispettive mogli ad illustrare la loro idea, a palazzo Grandi giunge un pacco destinato a Guido, ma ad aprirlo è Ludovico e lì scopre il passato parigino del suo socio: Guido è ricercato dalla polizia francese per la morte di Amélie, di cui lo ritiene ingiustamente l'assassino. Guido spiega all'amico che ha passato alcuni anni in Francia dove si è sposato, ma quella sua e di sua moglie era una vita completamente sregolata, così, quando sono insorti i primi problemi economici, il matrimonio è entrato in crisi e, di ritorno a casa dopo una furiosa lite coniugale, l'uomo ha trovato Amélie riversa a terra senza vita sotto la finestra dell'appartamento in cui vivevano. Guido racconta del senso di colpa che sente per quanto accaduto ad Amélie e che da allora non è più riuscito a trovare la pace finché non ha incontrato Clara, che lo ha riportato alla vita e gli ha insegnato cosa significa amare davvero. Inoltre, l'uomo confessa anche i ricatti di Gérard: Ludovico si fida delle parole dell'amico e promette a Guido di allontanare Gérard dalle loro vite, ma gli fa promettere di raccontare tutta la verità anche a Clara. 
Nel frattempo, Clara ha iniziato a viaggiare di frequente tra Trento e San Leonardo, dove ha intenzione di portare avanti dei progetti di bonifica dei terreni che lei e Matteo sognavano di fare fin da bambini. Per portare avanti questo progetto, la giovane decide di nominare Matteo, ormai laureatosi con brillanti risultati, nuovo fattore della tenuta, senza però parlarne prima con suo marito, cosa che crea attriti tra i coniugi quando l'uomo lo viene a sapere. Guido intanto deve partire per Innsbruck per ottenere il finanziamento e Clara dovrebbe andare con lui, ma per via di un temporale lei e Aurora sono costrette a restare per la notte a San Leonardo e così Guido, piuttosto alterato, parte da solo, facendo in questo modo il gioco di Adelaide e Cornelio che stanno cercando di mettere i coniugi l'uno contro l'altra. Una volta rientrare a Trento, Aurora chiede notizie del padre e così Clara invia un telegramma a Guido, dicendogli che anche se con un giorno di ritardo vuole comunque raggiungerlo a Innsbruck, ma lui, pur avendo ricevuto il messaggio non dà risposta. Infatti, nella città austriaca l'uomo non è riuscito ad ottenere il finanziamento dalla banca e ha incontrato la seducente baronessa Annabelle De Blemont che, alleata di Cornelio nel suo piano per distruggere Clara e Guido, si finge interessata al progetto del conte e investe il suo capitale nel setificio. Dopo aver siglato l'accordo con Annabelle, Guido decide di partire con lei per Bruges, seconda tappa del suo viaggio dove dovrà vedere dei tessuti e dei macchinari.
- Ascolti Italia - 4 696 000 telespettatori, 19,69% share[3]

Episodio 7 - Un nuovo inizio. A Bruges, Annabelle cerca apertamente di sedurre Guido, ma l'uomo, sebbene il suo matrimonio stia attraversando un momento di crisi, si tira indietro perché non ha intenzione di tradire la moglie, dopodiché si rende conto dell'inopportunità del suo viaggio con la baronessa e decide di fare ritorno immediato a Trento. Ben presto, però, il conte scopre che nel contratto del prestito è presente una clausola vessatoria che rende le condizioni per lui decisamente inique e ne fa silenzio con Ludovico, temendo la sua reazione. Nel frattempo, il rapporto tra Guido e Clara sembra tornare sereno, ma con una serie di escamotage Adelaide e Cornelio mettono Clara in allerta su una presunta relazione clandestina tra suo marito e Annabelle mentre intanto continuano a tramare di nascosto per dividere i coniugi. Infatti, sebbene Clara abbia deciso, per la sanità del suo matrimonio, di dedicare più tempo al marito e di investire meno energie e tempo nel risanamento di San Leonardo, Adelaide scopre che la giovane ha pagato gli studi a Matteo, facendone trovare le prove a Guido, che, adirato, decide di andare da Annabelle e passare davvero la notte con lei.
- Ascolti Italia - 4 294 000 telespettatori, 16,57% share[4]

Episodio 8 - Atroci sospetti. I sospetti di Clara che Guido la tradisca con la baronessa sono sempre più forti, ma, davanti alla negazione del marito, la donna decide di credergli, seppur mantenendo un certo margine di dubbio. A scatenare una nuova discussione tra i coniugi è il fatto che Clara viene accusata dal marito di non prestare abbastanza attenzione alla loro bambina, che ha rischiato di perdersi, in quanto troppo presa da San Leonardo. Guido, credendo che sua moglie non riesca più a badare ad Aurora da sola, decide di assumere una bambinaia consigliata da Adelaide, Cécile: Clara non è a favore della scelta di suo marito e si scontra nuovamente con lui. La contessa dubita inoltre della sincerità della donna, in quanto non è certa della sua provenienza. 
Intanto, Clara comincia ad indebolirsi sempre di più in quanto Adelaide ha iniziato ad avvelenarla di nascosto con continue dosi di làudano. Con il passare dei giorni i malesseri della donna aumentano e iniziano a presentarsi svenimenti e allucinazioni. Una notte, svegliata dalla confusione, Clara vede Cécile con indosso un suo abito e i suoi gioielli amoreggiare con Cornelio. La mattina seguente, la contessa si sveglia in camera sua e, prima che qualcuno potesse notarla, si dirige verso la stanza di Cécile alla ricerca di prove riguardanti ciò che ha visto durante la notte. La tata di Aurora sorprende la padrona di casa nella sua camera e immediatamente avverte i familiari, dopo aver ricevuto da Clara uno schiaffo e l'accusa di essere una truffatrice. A quel punto, Guido controlla se l'abito e i gioielli sono al loro posto in camera sua e della moglie o meno: una volta appurato che è così, rimprovera duramente Clara per il suo comportamento e inizia preoccuparsi seriamente per la sua salute, mentre la contessa si rende conto di non riuscire più a distinguere ciò che è reale e ciò che non lo è. 
In occasione di un concerto tenutosi al circolo, Clara, convinta che prendere un po' le distanze da casa possa farle bene, decide di presenziare insieme a suo marito, nonostante le fosse stato da tutti fortemente sconsigliato di uscire nelle sue condizioni. Lì incontra Carlotta, ma senza che quest'ultima sia accompagnata da suo marito: Ludovico è stato infatti aggredito e ucciso poco prima mentre era ancora al setificio e subito dopo aver avuto un violento scontro con Guido a seguito della scoperta della sua bugia sul finanziamento. Non essendosi mai abituata alle soffocanti sale da ricevimento, Clara si allontana per prendere un po' d'aria e sorprende suo marito in atteggiamenti piuttosto ambigui con Annabelle: ormai sempre più sicura che Guido la stia tradendo, la contessa non riesce a reggere la tensione e cade perdendo i sensi.
- Ascolti Italia - 4 263 000 telespettatori, 18,41% share[4]

Episodio 9 - Il seme della follia. Scoperta la morte di Ludovico, Guido, dato il loro rapporto di collaborazione e amicizia, viene immediatamente interrogato dalla polizia, anche perché è l'ultima persona ad averlo visto vivo quella sera. Ben presto però, anche per via della scoperta del loro scontro immediatamente precedente la morte del barone, il conte Fossà diventa il principale sospettato dell'omicidio. 
Intanto, le condizioni di salute mentale di Clara continuano a peggiorare e davanti a ciò Guido dà ascolto ai consigli di Adelaide e la fa visitare da uno psichiatra: dopo aver dapprima ipotizzato un avvelenamento da sostanze stupefacenti, ipotesi malignamente e prontamente esclusa da Adelaide, il medico non ha dubbi e diagnostica a Clara una forma d'isteria. Durante il viaggio di ritorno a palazzo Grandi, Clara vede suo marito ricevere un bacio dalla baronessa. A quel punto, la contessa è certa dell'infedeltà di Guido e, con il cuore spezzato, non vede più alcuna ragione di vivere: l'uomo che ama la tradisce, non è più una buona madre per sua figlia e tutti ormai la credono pazza. Rassegnata alla propria condizione, Clara corre disperata nella serra del palazzo e spalanca le finestre intenta a suicidarsi. È la cameriera Luisa che, disubbidendo all'ordine di non raggiungere la contessa ricevuto da Adelaide, trepidante di portare a compimento il suo piano ai danni di Clara, riesce ad entrare nella stanza e ad impedire che quest'ultima potesse commettere un grande errore proprio sotto gli occhi impotenti di Guido, nel frattempo giunto nel cortile del palazzo. Dopo questo episodio, Guido, disperato, si arrende all'evidenza della condizione della moglie e decide, su consiglio dello psichiatra e di Adelaide, di farla ricoverare nell'istituto di Igiene Mentale della città. 
- Ascolti Italia - 5 065 000 telespettatori, 17,73% share[5]

Episodio 10 - Lettera d’addio. Clara è ormai internata nell'istituto di Igiene Mentale: i farmaci che le vengono somministrati la abbattono ulteriormente, impedendole di reagire. Intanto, però, la contessa riesce a mettere insieme tutti i pezzi del puzzle e capisce che dietro alle sue condizioni c'è una cospirazione messa in atto contro di lei da Adelaide, Cornelio e forse anche lo stesso Guido. Clara smette quindi di prendere i farmaci che i medici le danno e così riesce a ritrovare un po' di lucidità, abbastanza da riuscire a scrivere una lettera di addio per il suo amato marito: in quelle poche righe Clara lascia Guido libero da qualsiasi vincolo che li lega, chiedendogli di lasciarla andare e di proseguire con la sua vita. Poco dopo, la contessa riesce a fuggire dal manicomio. Non appena Guido viene avvertito che sua moglie è scappata si mette nella sua ricerca. Clara riesce a giungere fino a San Leonardo, dove vuole chiedere aiuto a Matteo. Purtroppo, però, non riesce ad avvicinarsi al suo amico d'infanzia perché vi è una protesta dei contadini in atto e così, vedendo Guido avvicinarsi a cavallo, scappa verso il bosco spaventata. Nonostante i continui richiami di suo marito, la donna continua a fuggire disperata fino a quando qualcuno la sorprende alle spalle e la spinge nelle acque dell'Adige. Clara viene trascinata dalla corrente e il suo corpo non viene trovato dai soccorritori. 
Poiché il corpo di Clara non è stato trovato, una volta passato il tempo legale necessario, la contessa viene dichiarata deceduta e, considerate sia le sue condizioni di salute mentale che la lettera lasciata a Guido, il caso archiviato come un suicidio. In realtà, però, Clara è viva: le suore del convento di San Leonardo l'hanno salvata dall'annegamento e rimessa in sesto grazie alle loro cure. Una volta ristabilitasi del tutto, Clara, anziché tornare dalla sua famiglia, decide di lasciare che tutti continuino a crederla morto, tingersi i capelli di castano scuro e celare il suo volto con una veletta, assumendo l'identità di una nobile svizzera, Emilia di Saint-Hubert, sopravvissuta ad un tremendo incidente, per poter indagare indisturbata sulle trame ordite contro di lei. Per aiutarla nel suo intento, la madre superiora le trova lavoro come dama da compagnia dell'amata zia Matilde, la quale viene invitata alla festa di compleanno di Aurora e per l'occasione si fa accompagnare da Emilia, la donna della quale Clara ha assunto l'identità. Una volta rimesso piede a palazzo, Clara è ferita dal fatto che Guido sembra aver già dimenticato l'amore che ha provato per lei e si sia già consolato con la baronessa Annabelle. La zia Matilde regala alla piccola Aurora un ritratto di Clara da lei stessa dipinto e, nel vederla, il volto di Guido si rabbuia all'istante, segno che invece la ferita per la perdita dell'amata moglie è più viva che mai. Emilia, Matilde e Aurora si allontanano e si dirigono verso la sala dove vi è il pianoforte. La dama da compagnia inizia a suonare, affascinando la piccola Aurora, che, come regalo di compleanno, prega suo padre di assumere la signorina Emilia come sua insegnante di pianoforte ed egli accetta: Clara trova così un modo per tornare a far parte della sua vecchia vita in incognito, così da scoprire tutta la verità e fare giustizia. 
- Ascolti Italia - 5 123 000 telespettatori, 21,48% share[5]

Episodio 11 - La dama velata. Clara inizia le lezioni di musica di Aurora e ne approfitta per iniziare a cercare dentro il palazzo le prove delle atrocità che ha subìto e intanto assiste, furiosa e ferita, alla felicità per la sua dipartita che Adelaide mostra mentre fa accatastare alla rinfusa tutti i suoi effetti personali in soffitta e al fatto che anche Guido non sembra soffrire minimamente la sua mancanza. Ancora più decisa quindi a non fermarsi e ad andare fino in fondo, Clara riesce finalmente a trovare nella stanza di Adelaide le boccette contenenti il làudano con cui è stata avvelenata e fatta passare per pazza e, a quel punto, inizia a pianificare la sua vendetta. Riuscendo a riprendersi alcuni suoi oggetti personali, la dama velata inizia a farli trovare in modo persecutorio ad Adelaide, come se la sua presenza fosse ancora viva all'interno della casa, per poi mostrarsi più volte a lei come se fosse un fantasma: la zia inizia quindi a cedere e a dimostrarsi sempre più vulnerabile, in una sorta di contrappasso per ciò che aveva fatto alla nipote, sebbene il reale intento di Clara sia quello di farla crollare e confessare e non impazzire. Tuttavia Cornelio, che inizia a considerarla pericolosa per i suoi piani, non si fa scrupoli e la fa internare in manicomio, mentre intanto lui e Annabelle iniziano a pianificare la vendita di San Leonardo. 
Intanto, vedendo la disperazione di Matilde per averla perduta, Clara le confessa la verità: la zia decide quindi di appoggiare ed aiutare la nipote nelle sue indagini senza rivelare la sua identità. Clara riesce poi ad entrare senza farsi vedere all'interno dell'ufficio di Guido nel setificio e lì scopre finalmente la storia di Amélie. Ormai convinta che Guido sia il colpevole del suo tentato omicidio, dell'assassinio di Ludovico e ora anche della morte della prima moglie, Clara decide che è ora che il marito paghi per i suoi crimini e dà alla zia una lettera da consegnare alle autorità, sostenendo che le fosse arrivata con molto ritardo rispetto alla data in cui era stata spedita, dove Clara racconta di essere vittima di un complotto architettato da Guido. Dopodiché, la contessa fa trovare dentro un cassetto del marito in camera loro una delle boccette di làudano con cui era stata avvelenata: i gendarmi, così, arrestano Guido e Cornelio assume la sua difesa. 
- Ascolti Italia - 6 122 000 telespettatori, 22,10% share[6]

Episodio 12 - Le verità svelate. Guido, accusato per l'omicidio delle sue due mogli e di Ludovico, viene scortato in carcere in attesa dell'emissione della sentenza che decreterà il suo destino.
Clara scopre che la copertina in cui venne avvolta appena nata è identica a quella in cui è stato trovato Matteo e, dopo aver avuto conferma da Matilde che sua madre ne aveva due identiche, capisce che il suo amico d'infanzia è in realtà suo fratello gemello, separato da lei al momento della nascita. Andando a trovare Adelaide in manicomio, Clara ottiene dalla zia la confessione che è stata lei a portare via Matteo per evitare che ci fosse un figlio maschio affinché fosse Cornelio l'erede diretto del defunto conte Vittorio. Clara, felice di ciò che ha scoperto, corre a San Leonardo per raccontare a Matteo la verità sulla sua identità e sulla loro nascita, con i due che così finalmente riescono a spiegarsi il legame profondo e viscerale che li lega da sempre, interpretato erroneamente per amore.
Matilde informa Clara che la sentenza pendente su Guido è stata emessa: è stato condannato alla pena di morte. Guido intanto comprende finalmente il grande piano architettato da Cornelio, Annabelle e Adelaide contro di lui e Clara: a quel punto, Cornelio minaccia di fare del male ad Aurora nel caso in cui Guido decidesse di raccontare la verità o di fare qualcosa per sfuggire alla condanna a morte. Il conte chiede allora di vedere per l’ultima volta Aurora, accompagnata dalla signorina Emilia. Clara acconsente ad accompagnare la bambina in prigione dal padre e lì Guido gliel'affida, in quanto consapevole del rapporto materno ormai nato tra le due. L'uomo, in preda alla disperazione e non riuscendo più a tenersi dentro tutti i segreti che lo hanno tormentato fino ad ora, confessa inoltre in lacrime alla signorina Emilia tutta la verità su Amélie, Gérard, Annabelle e Ludovico e le dice che Clara ha sempre avuto ragione sul fatto che erano tutti contro di loro e che è lui ad aver sbagliato a dubitare dei sospetti della moglie e non essersi fidato di lei, mostrandosi finalmente pentito per gli errori commessi, dichiarando con forza il suo amore imperituro per la moglie e ammettendo apertamente che Clara e Aurora sono le uniche cose buone che lui abbia mai avuto nella vita, motivo per cui ha disposto la vendita delle sue quote del setificio a Carlotta affinché il ricavato sia messo a disposizione di Matteo perché sia lui a comprare San Leonardo e la amministri come aveva sempre sognato di fare con Clara. Confessa inoltre che è sicuro che a tentare di uccidere Clara sia stato Cornelio o un sicario pagato da lui per farlo.
A quel punto, Clara è finalmente certa dell'innocenza di suo marito e decide di alzare il velo dal proprio volto. Guido, felicissimo per averla ritrovata, le dichiara di nuovo tutto il suo amore e i due si baciano, dopodiché è Clara stessa ad andare fino a Parigi per trovare le prove che Guido non ha ucciso Amélie. La contessa riesce a tornare pochi istanti prima che la fucilazione di Guido abbia inizio e a salvargli la vita: Amélie è morta suicida, a confermare la versione di Guido è stato lo stesso padre della ragazza francese che non ha voluto permettere che un innocente pagasse, mentre ad uccidere Ludovico è stato Gérard, trovato in possesso di alcuni oggetti del barone rubati la sera dell'omicidio e reo confesso. Clara è viva, Amélie non è morta per mano di Guido e neppure Ludovico e così la legge può scarcerare dalle accuse il conte Fossà, mentre Cornelio viene arrestato per il tentato omicidio di Clara e la baronessa De Blemont viene chiamata ad interloquire con la polizia.
Adesso la storia di Guido e Clara può finalmente proseguire libera da ogni segreto e insieme alla loro bambina possono vivere sereni, più forti che mai.
- Ascolti Italia - 6 242 000 telespettatori, 26,33% share[6]

## Produzione

### Location
La serie è stata girata in diverse località del Trentino. A Trento,  la Cattedrale di San Vigilio, compresa la piazza adiacente, fontana del Nettuno e il Castello del Buonconsiglio fanno da sfondo a diverse scene. Palazzo Thun, municipio della medesima città, è stato scelto come Palazzo Grandi, dove sono ambientate la maggior parte delle scene. Ad Avio sono state realizzate le scene riguardanti la tenuta San Leonardo, mentre delle riprese sono state girate a Mezzocorona e Pergine Valsugana.